# Carbonado

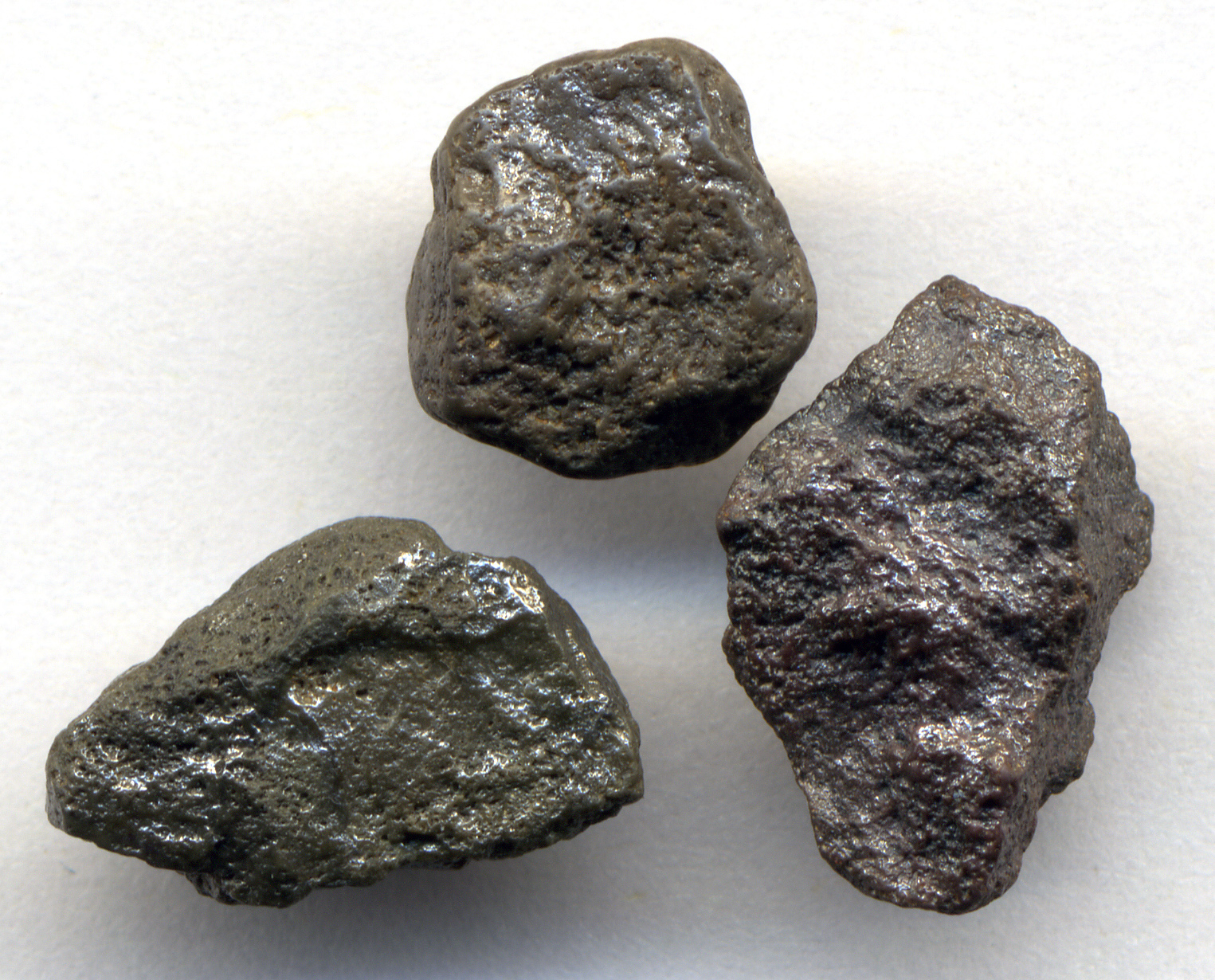
Échantillons de carbonado collectés entre Bangui et Berbérati (République centrafricaine).

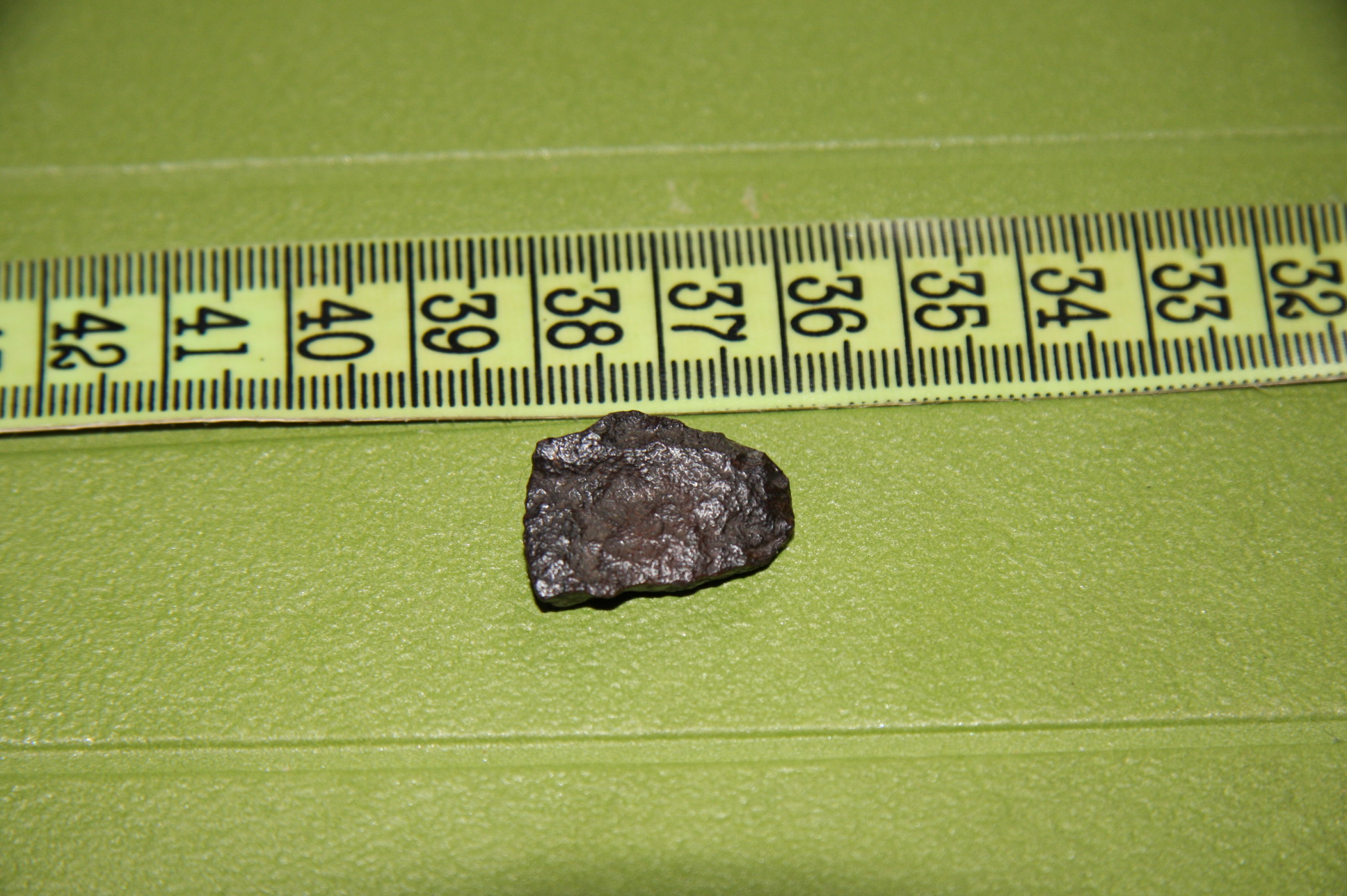
Carbonado issu de la région de Voronej (Russie).

Le carbonado (également appelé diamant noir) est une formation naturelle du diamant en agrégat polycristallin d'éléments microscopiques de deux à quarante micromètres de taille, très poreux, d'aspect lustré à la surface et dont la couleur varie du noir au vert ou au jaune. Sa dureté est de 10 sur l'échelle de Mohs comme pour les diamants traditionnels et ils se seraient formés entre 2,6 et 3,8 milliards d'années avant notre ère dans l'espace.
La nature polycristalline de ces pierres fait que leurs propriétés mécaniques sont très hétérogènes. En outre, la présence de bulles et l'absence de plan de clivage compliquent notablement leur taille, qui entraîne généralement une forte proportion de déchet (de 47 % par exemple dans le cas de l'Esprit de De Grisogono à 70 % pour le Korloff Noir (en)).
On les trouve[style à revoir] dans les dépôts alluviaux récents de République centrafricaine et du Brésil. Les Brésiliens les découvrirent vers 1840 et leur donnèrent le nom de carbonados en raison de leur aspect carbonisé. Dans les années 1860, ils furent utilisés dans l'exploitation minière pour creuser la roche. Le plus gros diamant noir jamais trouvé a une masse avoisinant les 3 167 carats soit 60 de plus que le plus grand diamant clair découvert à ce jour. Le plus grand carbonado taillé est The Enigma  (555,5 carats),,, suivi par l’Esprit de De Grisogono (312 carats).
À l’inverse d’autres diamants naturels, le carbonado ne contient pas d’inclusions dérivées du manteau et la valeur de son isotope de carbone est très basse. De plus, le carbonado a une forte luminescence (à la fois photoluminescence et cathodoluminescence) provoquée par de l’azote ainsi que par des espaces dans sa structure cristalline. L’analyse de cette luminescence montre que des éléments radioactifs ont pris part au processus de formation du carbonado.

## Théories sur son origine
L’origine du carbonado est controversée, avec plusieurs théories possibles :
1. transformation directe du carbone sous des conditions de forte pression (au centre de la Terre). Cette théorie semble contredite par le fait que le carbonado ne se trouve qu’en certaines régions précises et non partout sur Terre ;
2. transformation provoquée par le choc d’une météorite sur la surface de la Terre'. Cette théorie présente le problème que les formations de carbone transformées par choc se présentent sous la forme de lonsdaléite, ce qui n’est pas le cas du carbonado ;
3. formation spontanée par fusion d’uranium et de thorium. Le problème de cette théorie vient du fait que l’énergie dégagée par cette fission est trop faible pour créer des diamants aussi gros.

La théorie communément admise donne une origine extra-terrestre aux carbonados. Une équipe de l’université internationale de Floride et de l’université Case Western Reserve a trouvé des traces d’azote et d’hydrogène qui prouvent, selon eux, l’origine extra-terrestre. Une analyse de 2006, réalisée par Stephen Haggerty, Jozsef Garai et al., indique que ces diamants se sont formés dans un environnement riche en hydrogène (à savoir en dehors du système solaire ou avant la formation des planètes). Dans une étude antérieure, Haggerty avait montré que la quantité d’hydrogène présente dans les diamants prouve que leur formation suit l’explosion d’une supernova. Ces étoiles peuvent en effet produire un environnement à haute température semblable à celui utilisé pour la production de diamants de synthèse en laboratoire.